# Kepler-104c
Kepler-104c es el segundo exoplaneta descubierto alrededor de la estrella Kepler-104, ubicada en la constelación de Lyra. Su hallazgo se confirmó en 2014, después de que el Telescopio Espacial Kepler detectase varios tránsitos del objeto frente a su estrella. Su tamaño, de aproximadamente 3,12 radios terrestres (R⊕), se sitúa muy por encima del límite teórico establecido por los expertos, por lo que la probabilidad de que se trate de un planeta de tipo minineptuno es muy elevada.
El sistema Kepler-104 cuenta con otros dos exoplanetas confirmados, Kepler-104b y Kepler-104d, de 3,10 y 3,57 R⊕, respectivamente. El primero tiene una órbita más corta y el segundo una más amplia. Estos tres objetos son los únicos descubiertos en el sistema tras la actualización del catálogo de exoplanetas confirmados de la NASA del 19 de noviembre de 2015.

## Características
Kepler-104 es una enana amarilla tipo G, con una masa de 0,81 M☉ y un radio de 1,35 R☉. Su metalicidad (-0,777) es muy inferior a la del Sol, lo que parece indicar una escasez de elementos pesados ocho veces menor a la del Sol (es decir, todos excepto el hidrógeno y el helio). Kepler-104c, con un semieje mayor de 0,153 UA, está demasiado cerca de su estrella como para superar el límite de anclaje. Por tanto, es probable que tenga un hemisferio diurno y otro nocturno.
El radio observado del planeta es de 3,12 R⊕, muy por encima del límite de 1,6 R⊕ que separa a los planetas telúricos de los de tipo minineptuno. Si la composición del objeto fuera similar a la de la Tierra, su masa sería de 5,99 M⊕ y su gravedad un 6 % superior a la terrestre.
Aunque Kepler-104 es una enana amarilla de tipo G, Kepler-104c completa una órbita en torno a ella casi cada veinticuatro días. Por tanto, su temperatura de equilibrio estimada a partir de su ubicación en el sistema y la luminosidad de su estrella, es de 474,85 °C. Sin embargo, si resulta ser un planeta terrestre, es probable que por la proximidad respecto a su estrella, la consecuente pérdida de agua, el anclaje por marea y la mayor actividad volcánica —a consecuencia de su masa y ubicación en el sistema—; sufra un efecto invernadero descontrolado que aumente significativamente sus temperaturas.
Por sus características, Kepler-104d pertenece a la categoría de no-habitable en la clasificación térmica de habitabilidad planetaria del PHL. En el improbable caso de que su perfil real permita la existencia de algún tipo de vida, sería ubicado en el rango de los hipertermoplanetas como consecuencia de sus altas temperaturas. El mismo laboratorio asigna un IST de 0,22 al objeto, un HZD de -2,24, un HZC de 2,58 y un HZA de -0,75.
Kepler-104c es el segundo exoplaneta encontrado en el sistema Kepler-104. Poco antes se descubrió Kepler-104b y poco después Kepler-104d de 5,85 y 9,05 M⊕, respectivamente.